# Système de contrôle et d'acquisition de données
Un système de contrôle et d’acquisition de données en temps réel (anglais : supervisory control and data acquisition ou SCADA) est un système de télégestion à grande échelle permettant de traiter en temps réel un grand nombre de télémesures et de contrôler à distance des installations techniques. C'est une technologie industrielle dans le domaine de l'instrumentation, dont les implémentations peuvent être considérées comme des frameworks d'instrumentation incluant une couche de type middleware.

## Contextes
On trouve par exemple des systèmes SCADA dans les contextes suivants :
- surveillance de processus industriels
- transport de produits chimiques
- réseaux municipaux d'approvisionnement en eau
- commande de la production d'énergie électrique
- distribution électrique
- canalisations de gaz et de pétrole
- réseaux de chaleur
- recherche et études scientifiques et industrielles

## Historique
Les premiers systèmes SCADA sont apparus dans les années 1960. Pour la première fois il devenait possible d'actionner une commande de terrain (une vanne par exemple) depuis un centre de contrôle à distance, plutôt que par une intervention manuelle sur site. Aujourd'hui, les systèmes SCADA ont intégré de nombreuses avancées technologiques (réseaux, électronique, informatique...) et sont devenus omniprésents sur les installations à caractère industriel. De ce fait, leur fiabilité et leur protection sont également devenues des enjeux importants.

## Composants
Un système SCADA comporte du matériel, des contrôleurs, des réseaux et communications, une base de données, un logiciel de gestion d'entrées-sorties et une interface homme-machine. Les informations de terrain du système SCADA sont centralisées sur une unité centrale. Celle-ci permet à l'opérateur de commander tout ou partie des actionneurs d'une installation souvent très étendue (usine, réseau de distribution...). Le contrôle sur le terrain est réalisé par des instruments automatiques de mesure et commande dits unités terminales distantes (ou RTU de l'anglais Remote Terminal Units) ou par des automates programmables industriels (API ou PLC, de l'anglais Programmable Logic Controller).
Un système SCADA, utilisé comme un outil de sécurité de consignation d'appareil électrique, est généralement composé des sous-systèmes suivants :
- une interface homme-machine qui présente les données à un opérateur humain et qui lui permet de superviser et commander les processus,
- un système de supervision et contrôle informatique, faisant l'acquisition des données des processus et envoyant des commandes (consignes) aux processus,
- une unité terminale distante (RTU) reliant les capteurs convertissant les signaux en flux de données numériques et envoyant les données numériques au système de supervision,
- des automates programmables industriels utilisés sur le terrain pour leur polyvalence et flexibilité due à leur capacité d'être configurables,
- une infrastructure de communication reliant le système de supervision et contrôle aux éléments terminaux,
- divers instruments d'analyse.

## Fonctions
Le système SCADA n'a pas vocation à se substituer entièrement à l'homme : le pilotage et la prise de décision restent dévolus à l'opérateur. C'est pourquoi les logiciels SCADA sont fortement destinés à la surveillance et aux alarmes.
Imaginons par exemple un API pilotant l'écoulement de l'eau de refroidissement d'un processus industriel. Le système SCADA :
- permet à un opérateur de modifier la consigne d'écoulement (litres par seconde) ;
- enregistre et affiche l'évolution des mesures ;
- détecte et affiche des conditions d'alarme (perte d'écoulement, etc.).

## Interface homme–machine

Single SCADA HMI Example

Une interface homme-machine (IHM) est un dispositif informatique qui présente les processus à l’opérateur humain et lui permet de contrôler le processus.
Les IHM sont généralement reliées à la base de données du système SCADA et à des programmes capables de calculer des tendances, sélectionner des données de diagnostic et des informations de gestion telles que les procédures d'entretien prévisionnels, d'informations logistique, des schémas détaillés d'un capteur ou d'une machine particulière, et d'un guide de dépannage basé sur un Système expert.
Les IHM présentent des informations graphiques aux opérateurs sous une forme synoptique.
Ainsi l'opérateur peut voir une représentation schématique de la chaîne de production ou de l'usine qu'il contrôle.
Par exemple le dessin d'une pompe connectée à une canalisation peut montrer à l’opérateur que la pompe fonctionne et quel est le débit instantané de fluide s'écoulant dans le tuyau.
Si l'opérateur arrête la pompe, l'IHM lui montrera la diminution du débit de la pompe en temps réel.
L'IHM est généralement livrée avec un programme de conception graphique permettant aux opérateurs ou au personnel de maintenance de modifier la représentation des composants dans l'interface du système SCADA.
Les objets schématisés peuvent être aussi élémentaires qu'un indicateur lumineux sur l'écran représentant l'état d'un feu de circulation sur le terrain qu'un affichage à plusieurs multi-projecteurs représentant la position de tous les ascenseurs d'un gratte-ciel ou des trains dans une gare ferroviaire.
La gestion des alarmes (en) est une partie essentielle de la plupart des systèmes SCADA.
Le système contrôle si certaines conditions d'alarme sont réunies, afin de déterminer si un événement alarmant s'est produit. 
Si un événement d'alarme est ainsi détecté, des mesures réactives sont prises comme l'activations de signaux ou indicateurs d'alarme, l'envoi de messages SMS ou de courriels, ... afin d'alerter les opérateurs SCADA distants ou la direction.
Dans de nombreux cas, un opérateur SCADA peut avoir à valider (ou acquitter) l'événement d'alarme, ce qui peut désactiver certains indicateurs d'alarme, alors que d'autres indicateurs restent actifs jusqu'à ce que les conditions d'alarme soient réinitialisées. 
Les conditions d'alarme peuvent être explicites, par exemple, un élément d'alarme peut être un état numérique qui a soit la valeur normale ou la valeur alarme et qui soit le résultat de l'évaluation d'une formule tenant compte de multiples valeurs analogiques ou logiques : le système SCADA peut automatiquement contrôler si la valeur analogique en un point de mesure se trouve en dehors des valeurs limites haute et basse associées à ce point. 
Des exemples d'indicateurs d'alarme comprennent une sirène, une fenêtre surgissante sur un écran ou une zone colorée ou clignotant sur un écran (qui pourrait agir de manière similaire à la lumière « réservoir vide » dans une voiture) ; dans chaque cas, le rôle de l'indicateur d'alarme est d'attirer l'attention de l'opérateur sur la partie du système « en alerte » afin que des mesures appropriées puissent être prises. Dans les systèmes SCADA conception, des précautions doivent être prises lorsqu'une cascade d'événements d'alarme se produit dans un court laps de temps, sinon la cause sous-jacente (qui pourrait ne pas être le premier cas détecté) peut se perdre dans le bruit. Malheureusement, lorsqu'il est utilisé comme un substantif, le mot « alarme » est utilisé de façon assez imprécise dans l'industrie ; ainsi, selon le contexte, il peut signifier un point d'alarme, un indicateur d'alarme ou d'un événement d'alarme.
Les IHM sont en évolution rapide.

## Architectures SCADA
Les systèmes de supervision SCADA ont évolué en quatre générations,:

### Première génération: "monolithique"
Les calculs sont réalisés avec des ordinateurs centraux. 
Les réseaux n'existant pas à cette époque, les systèmes SCADA sont indépendants et ne sont connectés à aucun autre système.
Les réseaux étendus seront conçus par les fournisseurs d'unités terminales distantes.
Les protocoles de communication utilisés sont le plus souvent propriétaires.
La première génération de systèmes SCADA est redondante car un ordinateur central de secours est connecté au niveau du bus informatique et activé en cas de panne de l'Ordinateur central principal.
Certains systèmes SCADA de première génération sont des solutions «clé en main» et mis en œuvre sur des mini-ordinateurs comme le PDP-11 de Digital Equipment Corporation (DEC). 
Ces systèmes peuvent afficher des informations provenant des systèmes de contrôle analogiques existant aux postes de travail des opérateurs individuels, mais ils n'ont généralement pas la fonction d'envoyer des signaux de commande aux stations éloignées. 
Ils ont aussi des fonctions d'alarme et de journalisation et assurent des tâches de comptabilité horaires et quotidiennes.

### Deuxième génération: "distribuée"
Le traitement est réparti entre plusieurs stations reliées par un réseau local et qui échangent des informations en temps réel. 
Chaque station est responsable d'une tâche particulière, ce qui rend la taille et le coût de chaque poste inférieurs à ceux utilisés dans la première génération. 
Les protocoles réseau utilisés sont encore majoritairement propriétaires, ce qui conduit à des problèmes de sécurité importants des systèmes SCADA soumis aux pirates informatiques.
Étant donné que les protocoles étaient propriétaires, très peu de gens en dehors des développeurs et des pirates en savent assez pour déterminer comment sécuriser un système SCADA.
Les deux parties ayant intérêt à maintenir un certain niveau d'obscurité, la sécurité d'un système SCADA est souvent surestimée, si toutefois elle a été prise en compte.

### Troisième génération: "en réseau"
Grâce à l'utilisation de protocoles standards et le fait que de nombreux systèmes SCADA en réseau sont accessibles à partir d'Internet, les systèmes sont potentiellement vulnérables à une attaque à distance. D'autre part, l'utilisation de protocoles standards et de techniques de sécurité signifie que les améliorations des standards de sécurité sont applicables aux systèmes SCADA, en supposant qu'ils reçoivent la maintenance et les mises à jour en temps opportun.

### Quatrième génération: "Internet des objets"
Avec la disponibilité commerciale du cloud computing, les systèmes SCADA ont de plus en plus adopté les technologies de l'Internet des objets pour réduire considérablement les coûts d'infrastructure et augmenter la facilité d'entretien et d'intégration. 
En conséquence les systèmes SCADA peuvent désormais donner l'état presque en temps réel et utiliser les facteurs d'échelle permis par le cloud computing pour mettre en œuvre des algorithmes de contrôle plus complexes que ce qui peut être fait en pratique avec les automates programmables industriels. 
En outre, l'utilisation de protocoles de réseaux ouverts tels que TLS inhérents à l'Internet des objets offre un périmètre de sécurité plus compréhensible et gérable que le mélange hétérogène de protocoles réseau propriétaires typiques de nombreuses implémentations de systèmes SCADA décentralisées précédentes.

## Évolutions
Parmi les évolutions récentes, on peut remarquer l'utilisation du web pour la visualisation, la commande et le contrôle à distance.
Quelques évolutions actuelles et futures :
- Le M2M (machine-to-machine en anglais permettant la télémesure, la communication et le contrôle à distance, sans fil, par ex. grâce aux technologies LPWAN telles que SIGFOX ou cellulaires comme les réseaux GSM/GPRS).
- La mobilité (services de gestion mobile sur assistants personnels numériques, APN ou PDA en anglais, communicants).
- La sécurité des personnes, des systèmes et des installations (authentification forte par biométrie et/ou cartes à puce et/ou jetons, gestion des utilisateurs centralisée par une connexion à l'annuaire LDAP de l'entreprise, intégration de la vidéo-surveillance, etc.)
- La gestion et l'optimisation de la consommation d'énergie.
- L'intégration des données de terrain dans les autres systèmes d'information de l'entreprise.
- L'intégration de fonctions concernant non seulement le pilotage des installations de terrain, mais aussi les processus de décision stratégiques de l'entreprise.

## Sécurité
Depuis juin 2009, le ver informatique Stuxnet semble viser et compromettre les équipements gérés par certains systèmes SCADA, en particulier par le logiciel WinCC de Siemens.
Début 2011, apparaît un nouveau virus de ce type, dénommé Stars,,.
Un article norvégien d'octobre 2013 a mis en lumière la vulnérabilité d'un grand nombre de ces installations. En janvier 2015, à la suite d'un incident concernant un des hauts fourneaux d'une aciérie en Allemagne, le directeur de recherche au Centre Français de Recherche sur le Renseignement (CF2R) Michel Nesterenko, qualifie les systèmes SCADA de « vraie passoire en termes de sécurité informatique ».